# アイラ・トムリャノビッチ
アイラ・トムリャノビッチ（Ajla Tomljanović, 1993年5月7日 - ）は、クロアチア・ザグレブ出身でオーストラリアの女子プロテニス選手。現時点ではまだWTAツアーでシングルス・ダブルスともに優勝はない。自己最高ランキングはシングルス39位、ダブルス48位。身長180cm、体重67kg。右利き、バックハンド・ストロークは両手打ち。

## 来歴
7歳からテニスを始める。2009年全仏オープンジュニア女子ダブルスでクリスティナ・マクヘールとのペアで優勝している。2009年にプロに転向。
4大大会では2013年ウィンブルドン選手権で予選を勝ち上がり初出場した。1回戦でボヤナ・ヨバノフスキに 6-3, 1-6, 7-9 で敗れた。
2014年全豪オープンではヤルミラ・ガイドソバと組んだダブルスでベスト8に進出した。2014年全仏オープンでは1回戦でフランチェスカ・スキアボーネを 6-3, 6-3、2回戦で第32シードのエレーナ・ベスニナを 7-6(6), 6-2、3回戦では第3シードのアグニエシュカ・ラドワンスカを 6-4, 6-4 で破る殊勲を挙げ自己最高の4回戦に進出した。4回戦では第14シードのカルラ・スアレス・ナバロに 3-6, 3-6 で敗れた。
2015年2月のパタヤ大会でツアー初の決勝に進出した。決勝でダニエラ・ハンチュコバに 6–3, 3–6, 4–6 で敗れ準優勝となった。2015年2月23日付けのランキングで自己最高の47位を記録している。
トムリャノビッチは2014年7月にオーストラリアの市民権を取得した。2014年全米オープンから4大大会のみオーストラリア国籍で出場していた。2018年からはWTA大会もオーストラリア国籍に変更されている。

## WTAツアー決勝進出結果

### シングルス: 4回 (0勝4敗)
| 大会グレード                  |
| ----------------------------- |
| グランドスラム (0–0)          |
| WTAファイナルズ (0–0)         |
| プレミア・マンダトリー (0–0)  |
| プレミア5 (0-0)               |
| WTAエリート・トロフィー (0-0) |
| プレミア (0–0)                |
| インターナショナル (0–4)      |

| 結果   | No. | 決勝日        | 大会     | サーフェス | 対戦相手               | スコア           |
| ------ | --- | ------------- | -------- | ---------- | ---------------------- | ---------------- |
| 準優勝 | 1.  | 2015年2月15日 | パタヤ   | ハード     | ダニエラ・ハンチュコバ | 6–3, 3–6, 4–6    |
| 準優勝 | 2.  | 2018年5月5日  | ラバト   | クレー     | エリーズ・メルテンス   | 2–6, 6–7(4)      |
| 準優勝 | 3.  | 2018年9月23日 | ソウル   | ハード     | キキ・ベルテンス       | 6–7(2), 6–4, 2–6 |
| 準優勝 | 4.  | 2019年2月3日  | ホアヒン | ハード     | ダヤナ・ヤストレムスカ | 2–6, 6–2, 6–7(3) |

## 4大大会シングルス成績
略語の説明
| W | F | SF | QF | #R | RR | Q# | LQ | A | Z# | PO | G | S | B | NMS | P | NH |

W=優勝, F=準優勝, SF=ベスト4, QF=ベスト8, #R=#回戦敗退, RR=ラウンドロビン敗退, Q#=予選#回戦敗退, LQ=予選敗退, A=大会不参加, Z#=デビスカップ/BJKカップ地域ゾーン, PO=デビスカップ/BJKカッププレーオフ, G=オリンピック金メダル, S=オリンピック銀メダル, B=オリンピック銅メダル, NMS=マスターズシリーズから降格, P=開催延期, NH=開催なし.
| 大会           | 2010 | 2011 | 2012 | 2013 | 2014 | 2015 | 2016 | 2017 | 2018 | 2019 | 2020 | 通算成績 |
| -------------- | ---- | ---- | ---- | ---- | ---- | ---- | ---- | ---- | ---- | ---- | ---- | -------- |
| 全豪オープン   | A    | LQ   | A    | A    | 2R   | 2R   | 1R   | A    | 1R   | 1R   | 2R   | 3–6      |
| 全仏オープン   | LQ   | LQ   | LQ   | LQ   | 4R   | 2R   | A    | 1R   | 1R   | 1R   |      | 4–5      |
| ウィンブルドン | LQ   | LQ   | LQ   | 1R   | 1R   | 2R   | A    | A    | 1R   | 2R   |      | 2–5      |
| 全米オープン   | LQ   | LQ   | A    | 2R   | 1R   | 1R   | A    | 2R   | 2R   | 2R   |      | 4–6      |